# موره او رومسدال

موقعیت موره او رومسدال در نروژ

 (به نروژی: Møre og Romsdal) یکی از استان‌های نروژ است که در شمالی‌ترین منطقهٔ نروژ غربی واقع شده‌است. این استان هم‌مرز با استان‌های سور تروندلاگ، اوپلاند و سون او فیوردانه است. بااین‌که بزرگ‌ترین شهر این استان اولسوند است، مراکز اداری استان در شهر مولده واقع شده‌است.